# Mercedes-Benz
Mercedes-Benz (často jen Mercedes) je obchodní značka německého výrobce automobilů, nákladních vozidel, tahačů a autobusů společnosti Daimler AG a její divizí. (Před rokem 2007 měla společnost Daimler AG název DaimlerChrysler AG a ještě předtím Daimler-Benz AG.)

## Etymologie

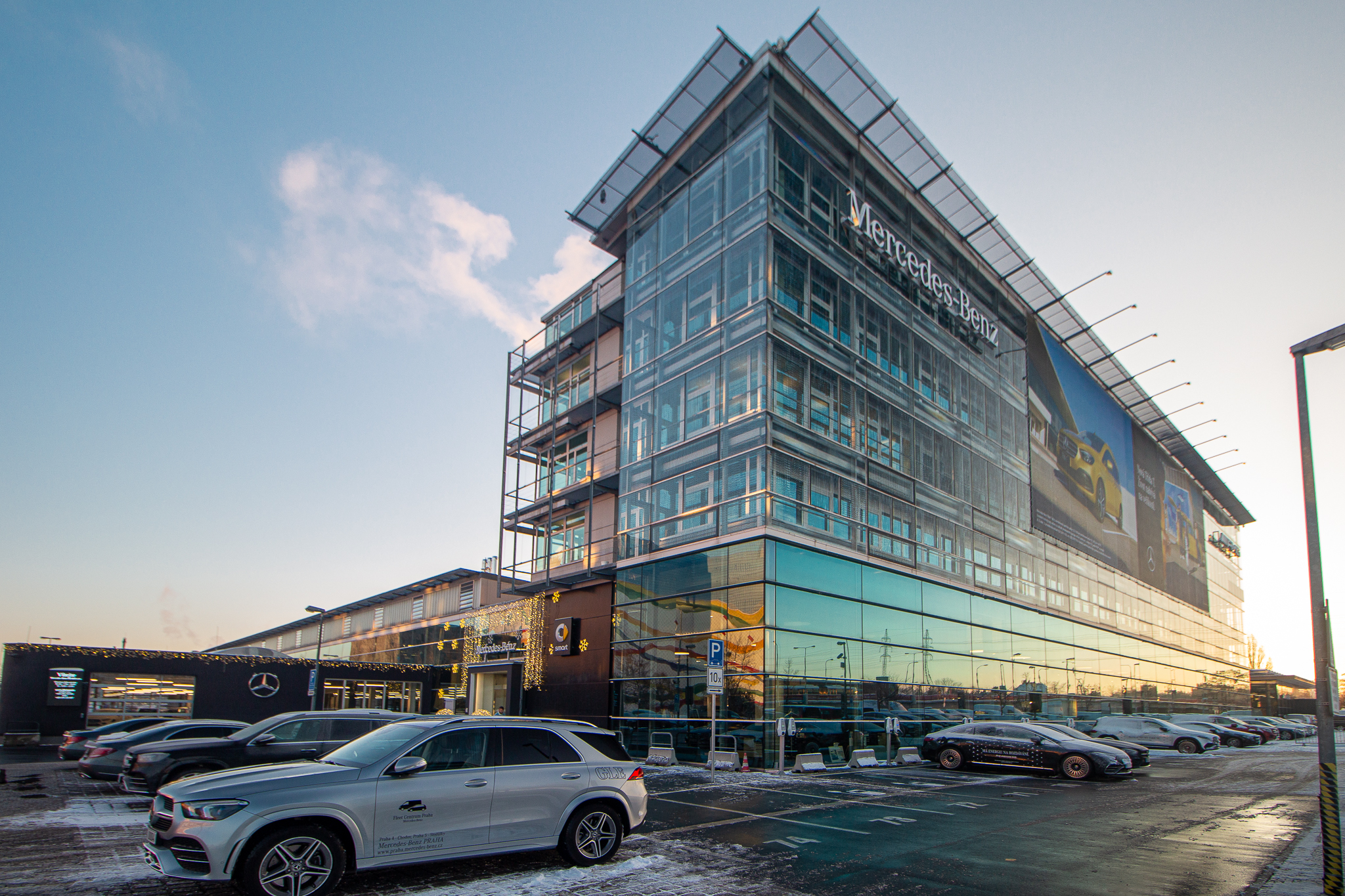
Autosalon vozů Mercedes-Benz v Praze 4-Chodově

Značka Mercedes-Benz vznikla v roce 1926 po spojení firem Daimler Motoren Gesellschaft a Benz & Cie., jejichž zakladateli byli Gottlieb Daimler a Karl Benz. Společnost Daimler-Benz AG, která tak vznikla, přijala pro své vozy ochrannou známku Mercedes-Benz.
Benz & Cie. Rheinische Gasmotoren-Fabrik je nejstarší světový výrobce automobilů. Symbol značky je velmi známý – již od roku 1926 je to trojcípá hvězda, jejímž autorem je Gottlieb Daimler, obkroužená tradičním vavřínovým věncem Karla Benze.
Vozy Mercedes jsou pojmenovány po tehdy asi jedenáctileté Mercédès Jellinek – dceři prodejce vozů a rakouskouherského generálního konzula v Nice Emila Jellinka.

## Muzeum Mercedes–Benz
Mercedes-Benz má své vlastní firemní muzeum ve Stuttgartu. Je zde zpřístupněna celá historie této značky, jsou zde ukázány také všechny firmou podporované sporty. Nachází se zde i prototypy nebo sběratelské exempláře. V muzeu nalezneme také 33 Extras, což je 33 předmětů, které souvisejí s automobily Mercedes-Benz – například blatníky, volant, pedály, tachometry nebo klíčky od auta.
Budova má celkem 9 podlaží, přičemž na každém nalezeneme dvě výstavy. Hlavní expozice jsou pak:
- Legenda 1: Vynález automobilu
- Legenda 2: Zrození značky
- Legenda 3: Časy změn – diesel a kompresory
- Legenda 4: Po válce – forma a rozdíly
- Legenda 5: Vizionáři – bezpečnost a životní prostředí
- Legenda 6: Nový začátek – cesta k bezemisnímu provozu
- Legenda 7: Silver Arrows – závody a rekordy

Na některých patrech také nalezneme výstavu se sbírkou automobilů se společným tématem:
- Galerie průkopníků (anglicky Gallery of Voyagers)[6]
- Galerie dopravy (anglicky Gallery of Carriers)[7]
- Galerie pomocníků (anglicky Gallery of Helpers)[8]
- Galerie celebrit (anglicky Gallery of Celebrities)[9]

### Budova
| Parametr                   | Data                                 |
| -------------------------- | ------------------------------------ |
| Počet podlaží              | 9                                    |
| Architekt                  | UNStudio van Berkel & Bos, Amsterdam |
| Plocha                     |                                      |
| Plocha výstav              | 16,500 m2                            |
| Speciální místnosti        | 9,100 m2                             |
| Místnosti sbírek           | 5,300 m2                             |
| Celkem                     | 30 900 m2                            |
| Výstavy                    |                                      |
| Počet vystavených exponátů | 1500                                 |
| Počet automobilů           | 150                                  |

### Vyhledávané exponáty podle výstav
- Legenda 1: kopie patent Motorwagen, kopie Daimlerova motocyklu
- Legenda 2: Mercedes 40 PS, Mercedes 35 PS
- Legenda 3: Mercedes-Benz 500 K special roadster
- Legenda 4: Mercedes-Benz 300 SL coupé, Mercedes-benz 300 SLR
- Legenda 5: Mercedes-Benz 0 303, Mercedes-Benz 300 measuring car
- Legenda 6: Mercedes-Benz 300 SLS AMG coupé electric drive, Mercedes-Benz concept IAA
- Legenda 7: Mercedes-Benz T80 world record car

## Současné modely

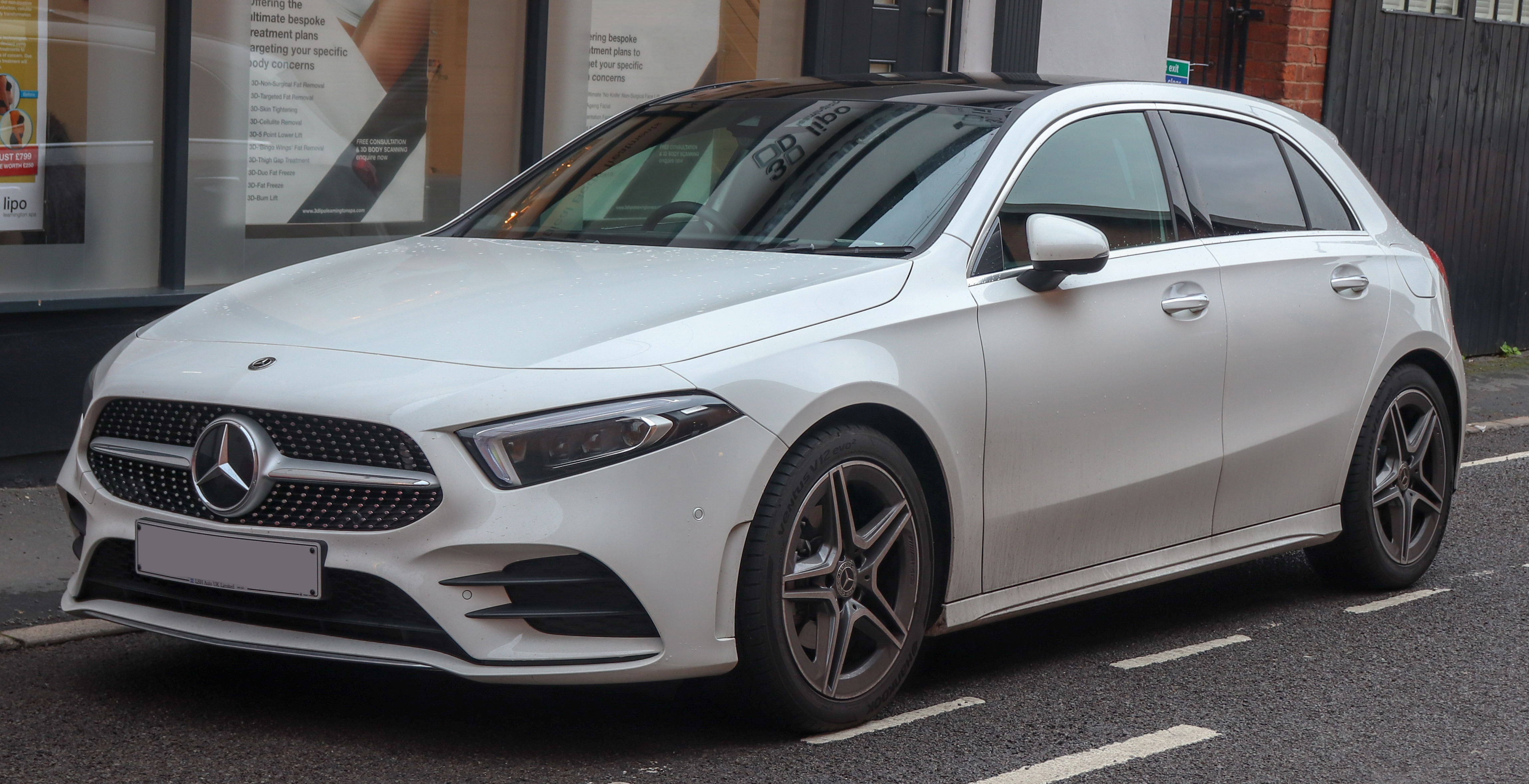
Mercedes-Benz třídy A

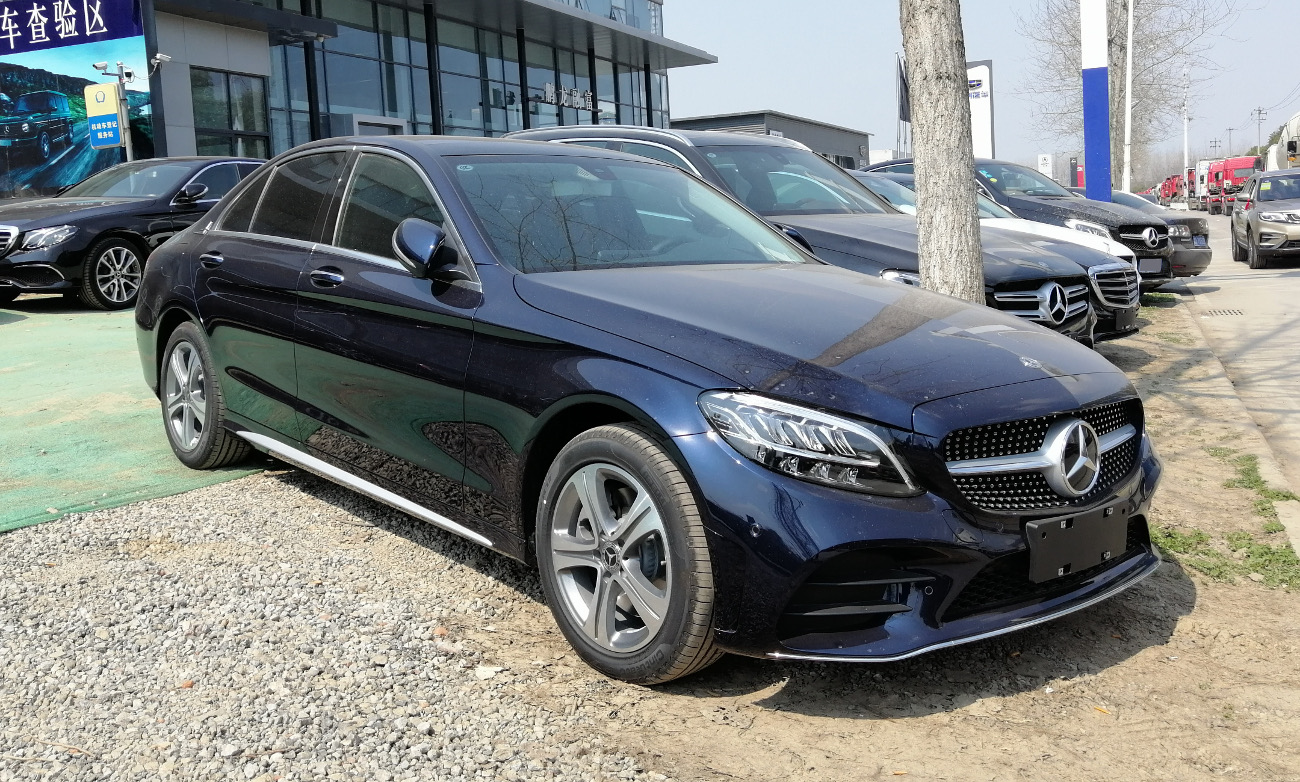
Mercedes-Benz třídy C

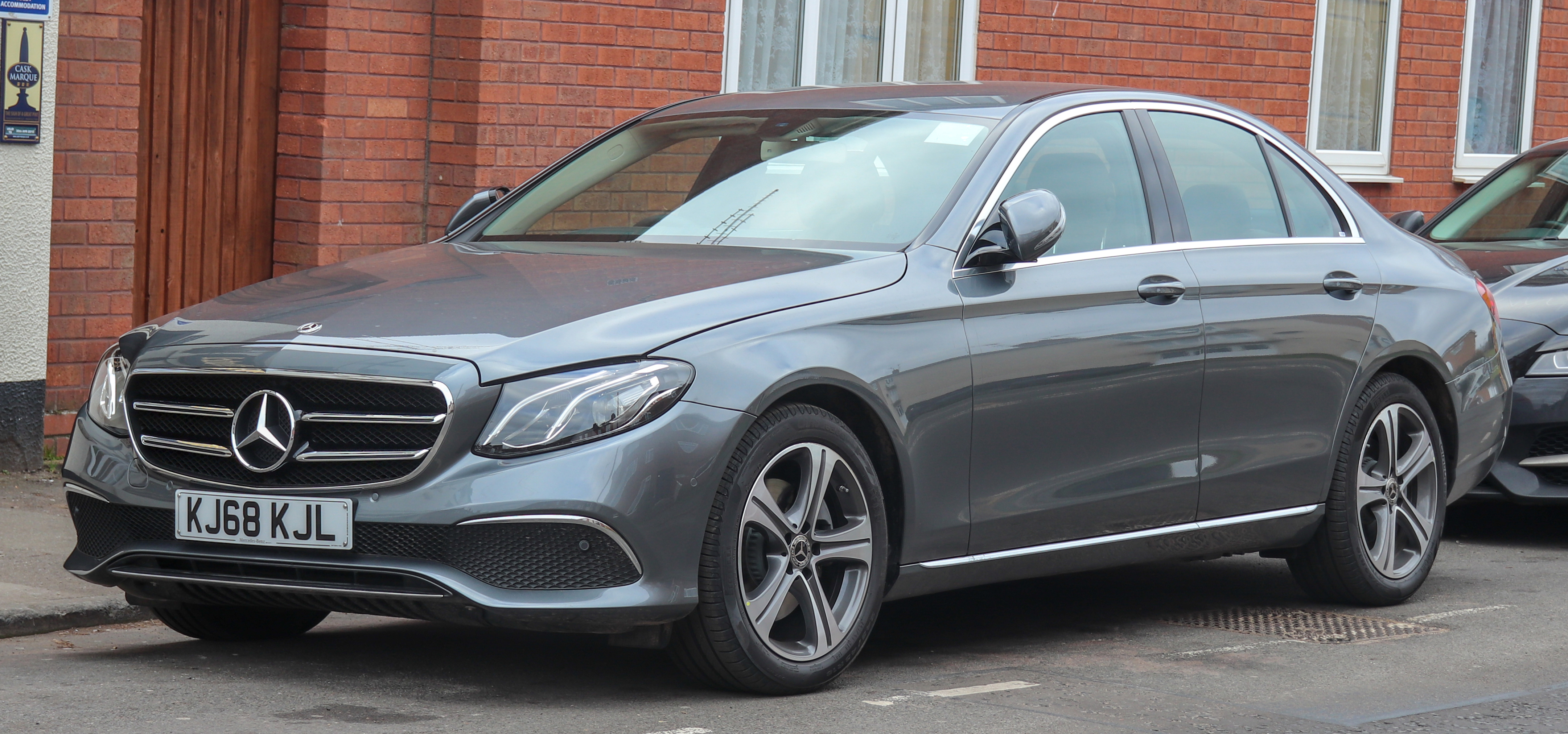
Mercedes-Benz třídy E

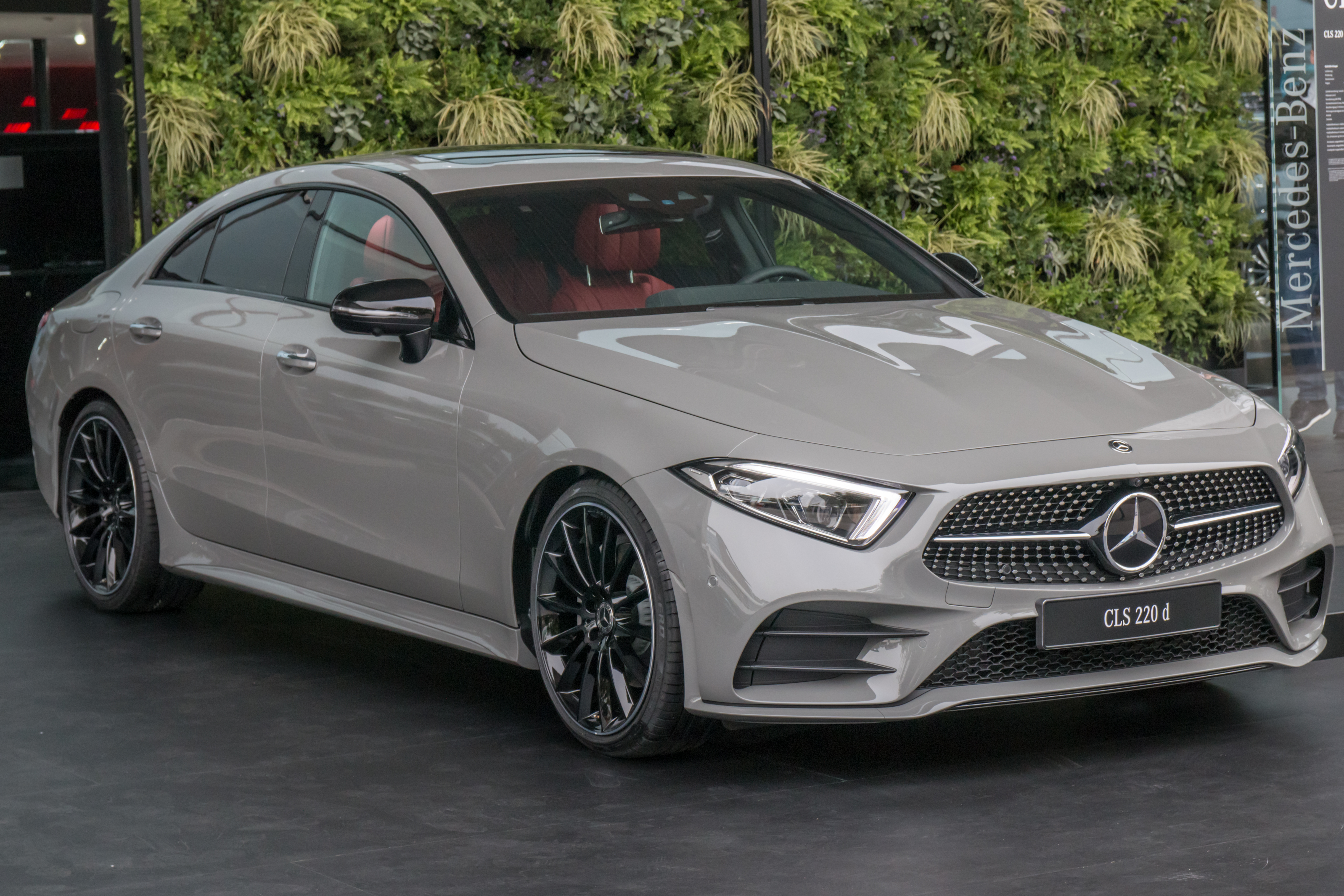
Mercedes-Benz CLS (4dveřové kupé)

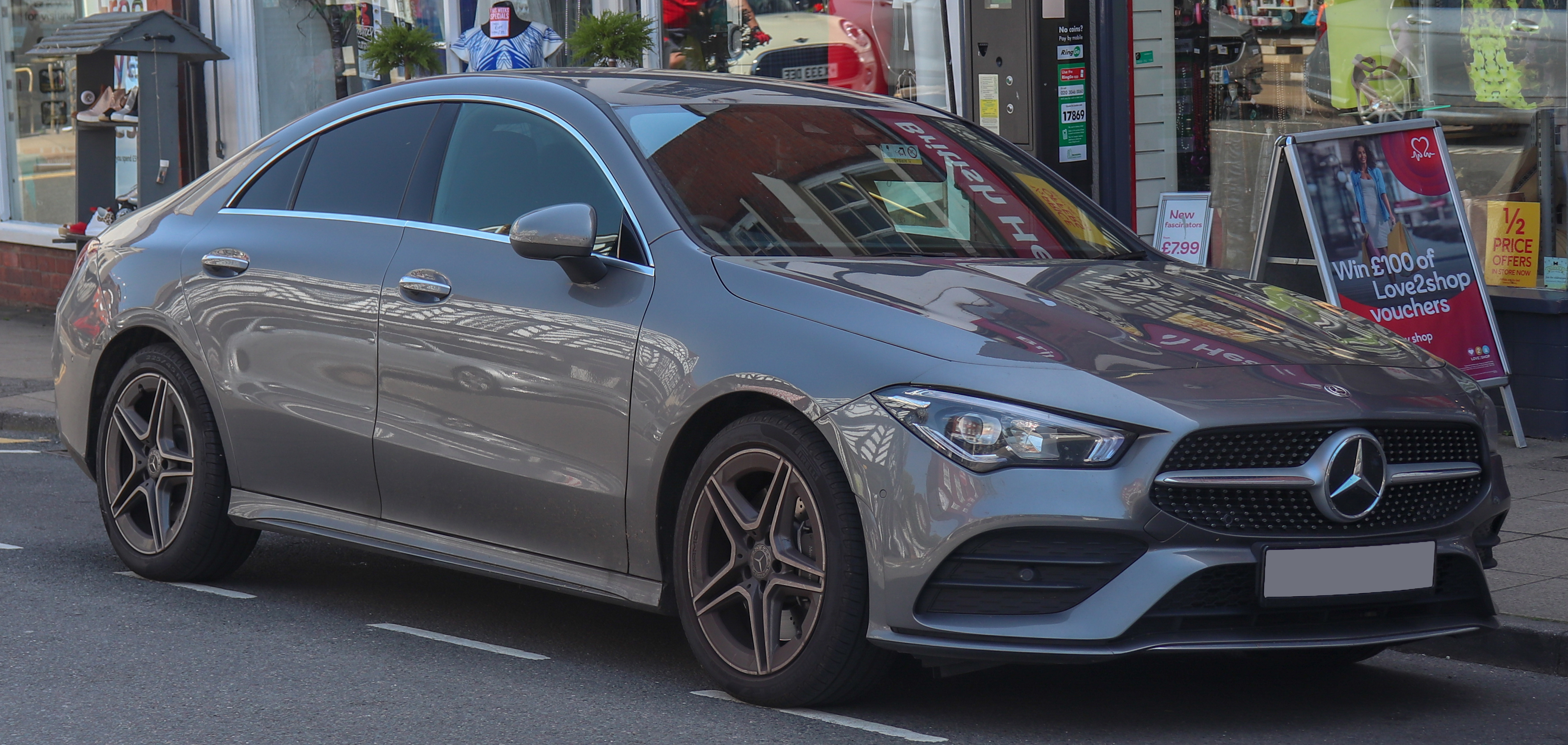
Mercedes-Benz CLA (malé 4dveřové kupé)

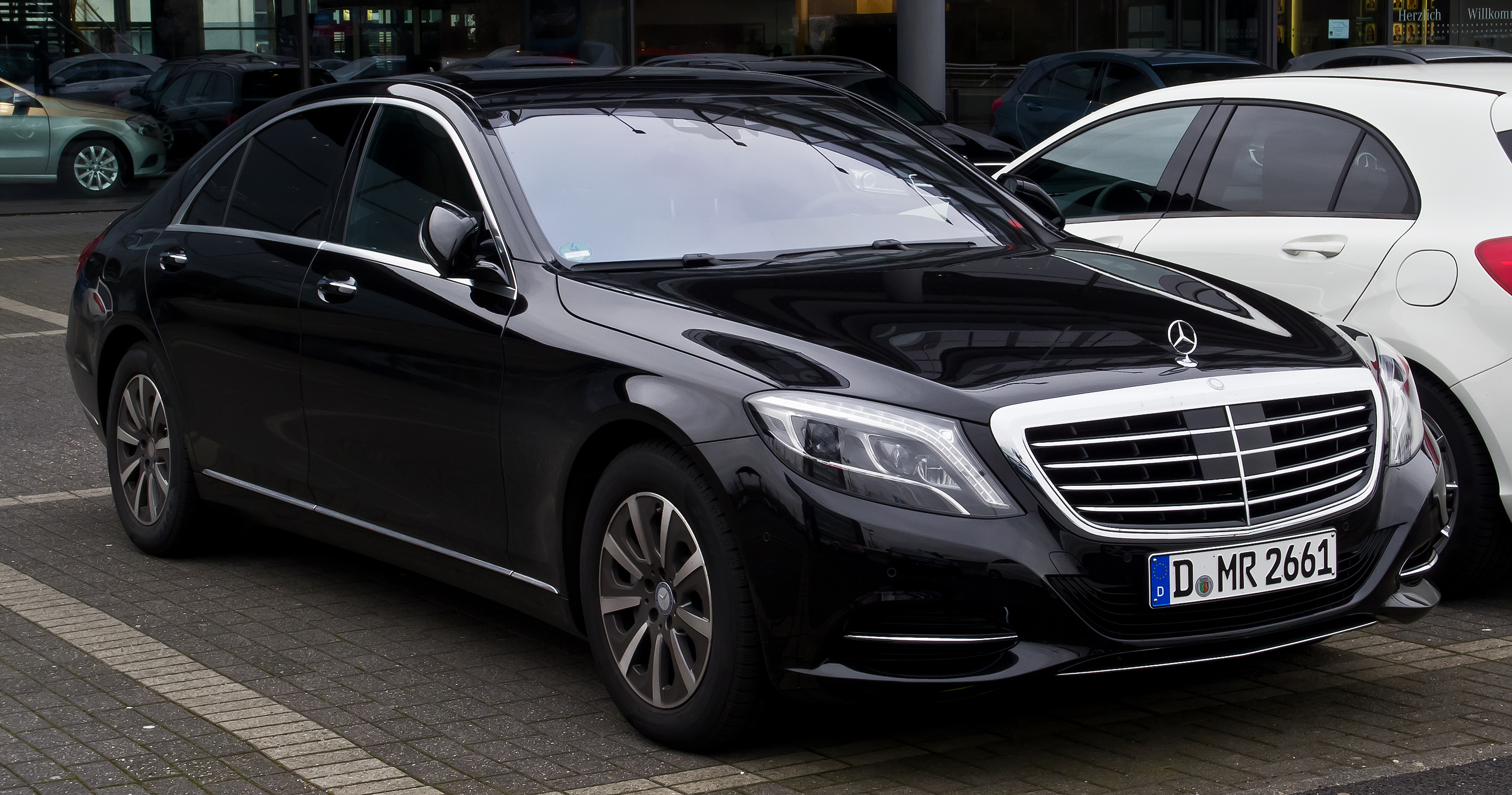
Mercedes-Benz třídy S

- třída A (od 1997) – malé automobily
- třída B (od 2005) – kompaktní MPV
- třída C (od 1993) – střední třída
- třída CLA (od 2013) – nižší střední třída
- třída CLK (1996–2009) – sportovní automobily kupé nebo kabriolet
- třída CLS (od 2004) – vyšší střední třída, kupé
- třída E (od 1993) – vyšší střední třída
- třída G (od 1979) – terénní vozidla
- třída GL (od 2006) – SUV
- třída GLK (od 2009) – kompaktní SUV
- třída GLA (od 2013) – kompaktní mini SUV
- třída M (od 1997) – crossover SUV
- třída R (2005–2017) – crossover MPV
- třída V (od 2013) – luxusní dodávka
- třída S a S-kupé (od 1954) – luxusní automobil, kupé
- třída SL (od 1954) – gran turismo
- třída SLK (od 1996) – sportovní automobily
- SLS AMG (2010–2014) – super-sport

Užitková vozidla
- Vito
- Sprinter
- Vario
- Viano
- Citan

Nákladní vozidla
- Atego (6–16 t)
- Axor (18–32 t)
- Actros (18–41 t)
- Nový Actros (18–26 t)
- Econic (18–32 t)
- Unimog (4–11 t)
- Zetros (18–27 t)

## Galerie

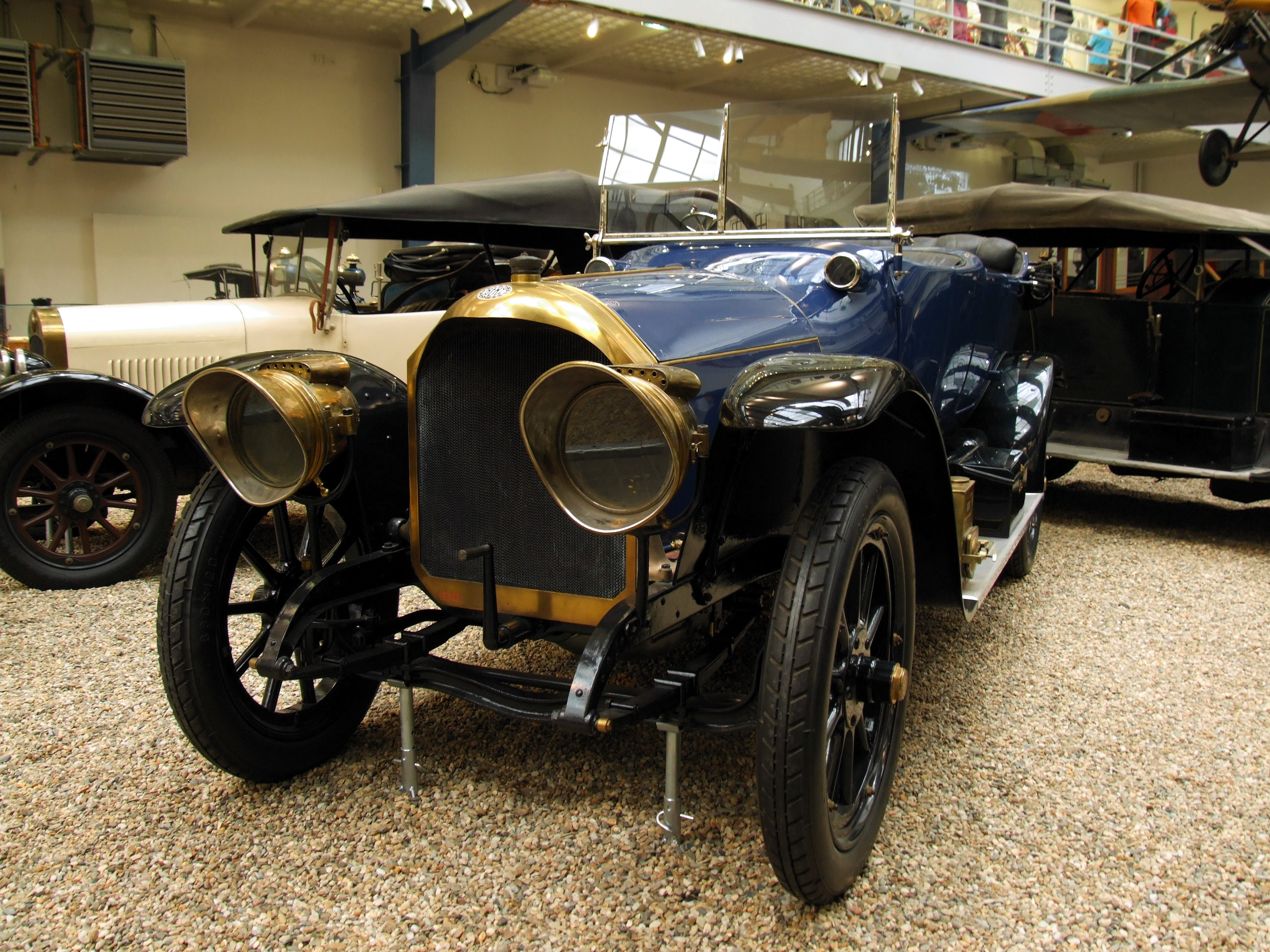
Benz 16-40 PS(1914) v Pražském technickém muzeu
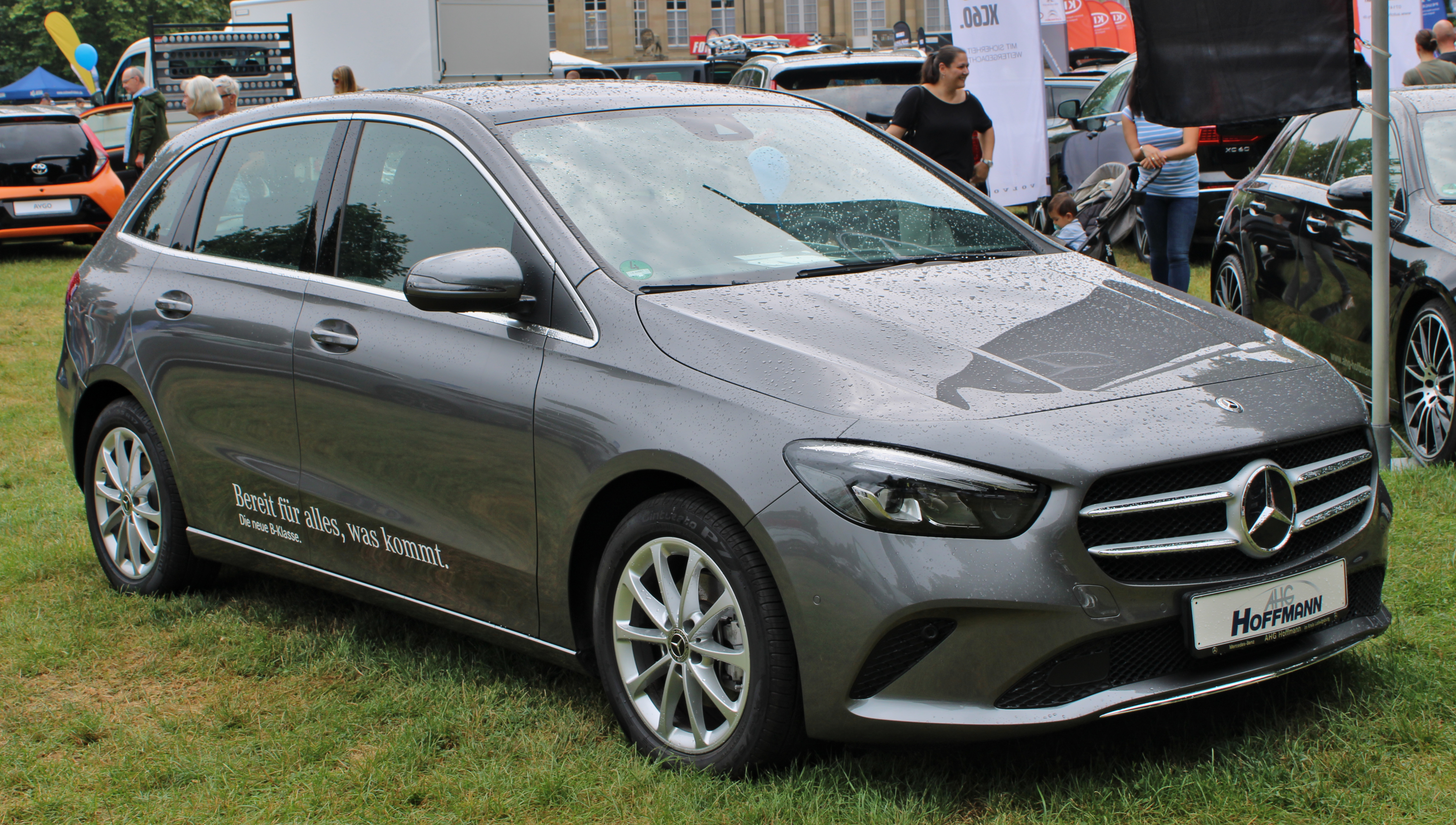
Mercedes-Benz třídy B
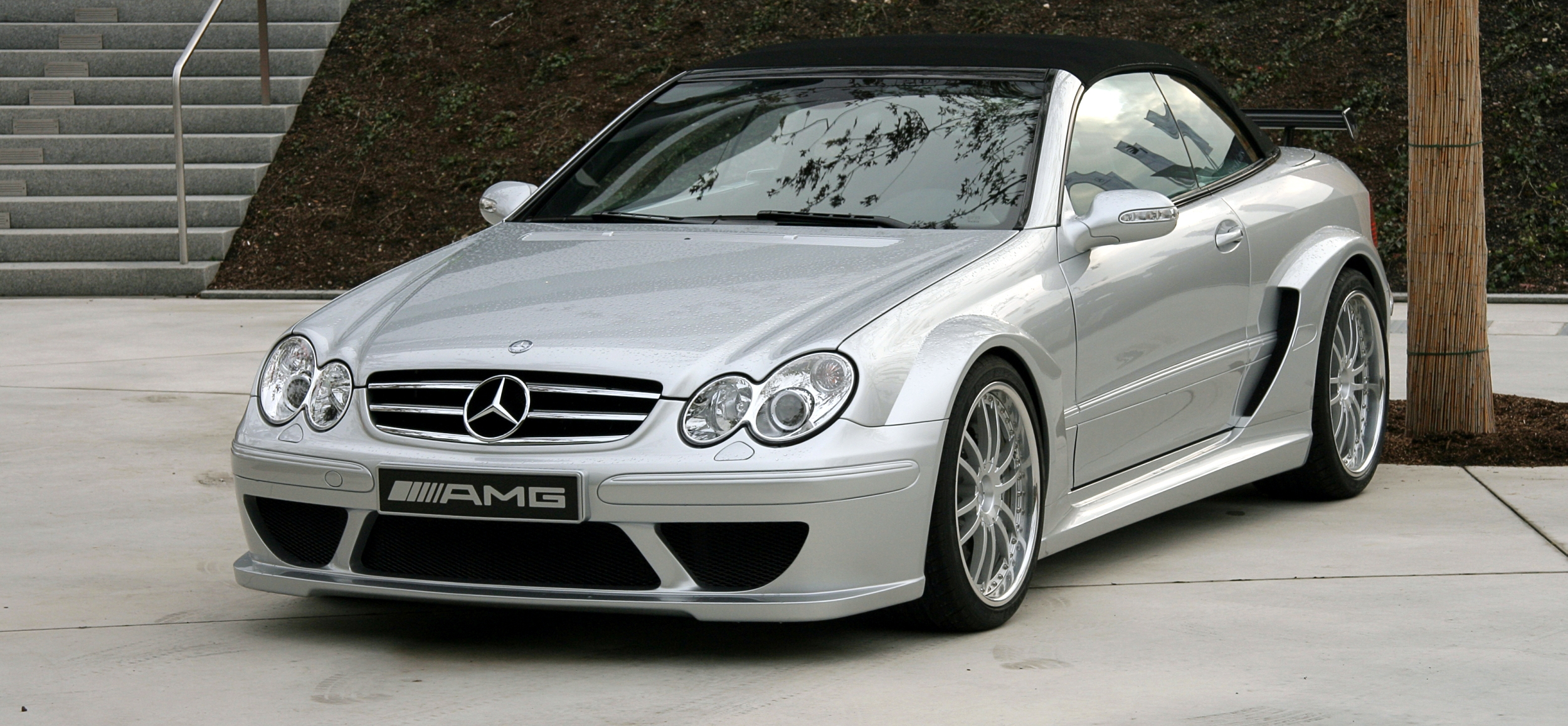
MB CLK (v úpravě společnosti AMG)
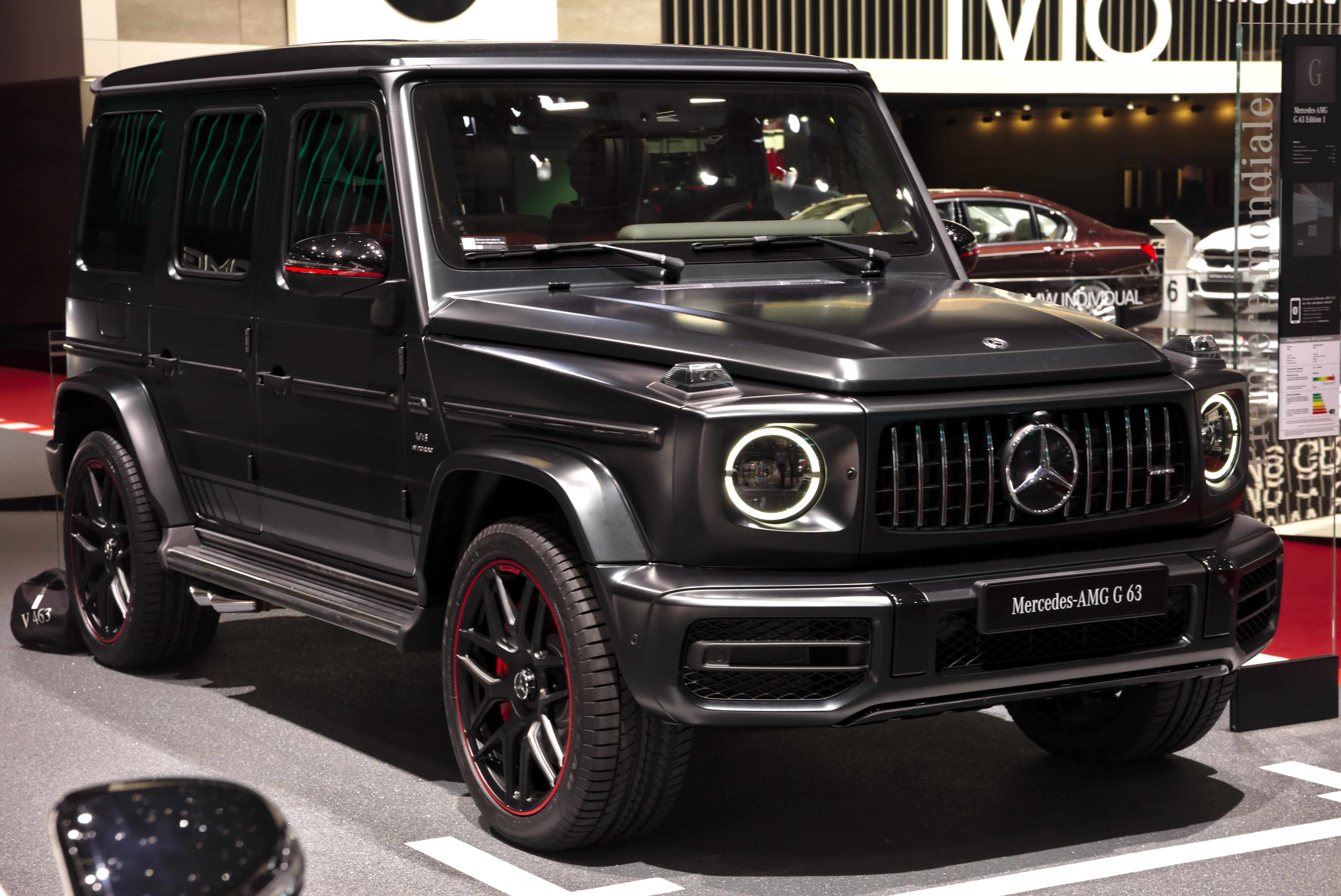
Mercedes-Benz třídy G
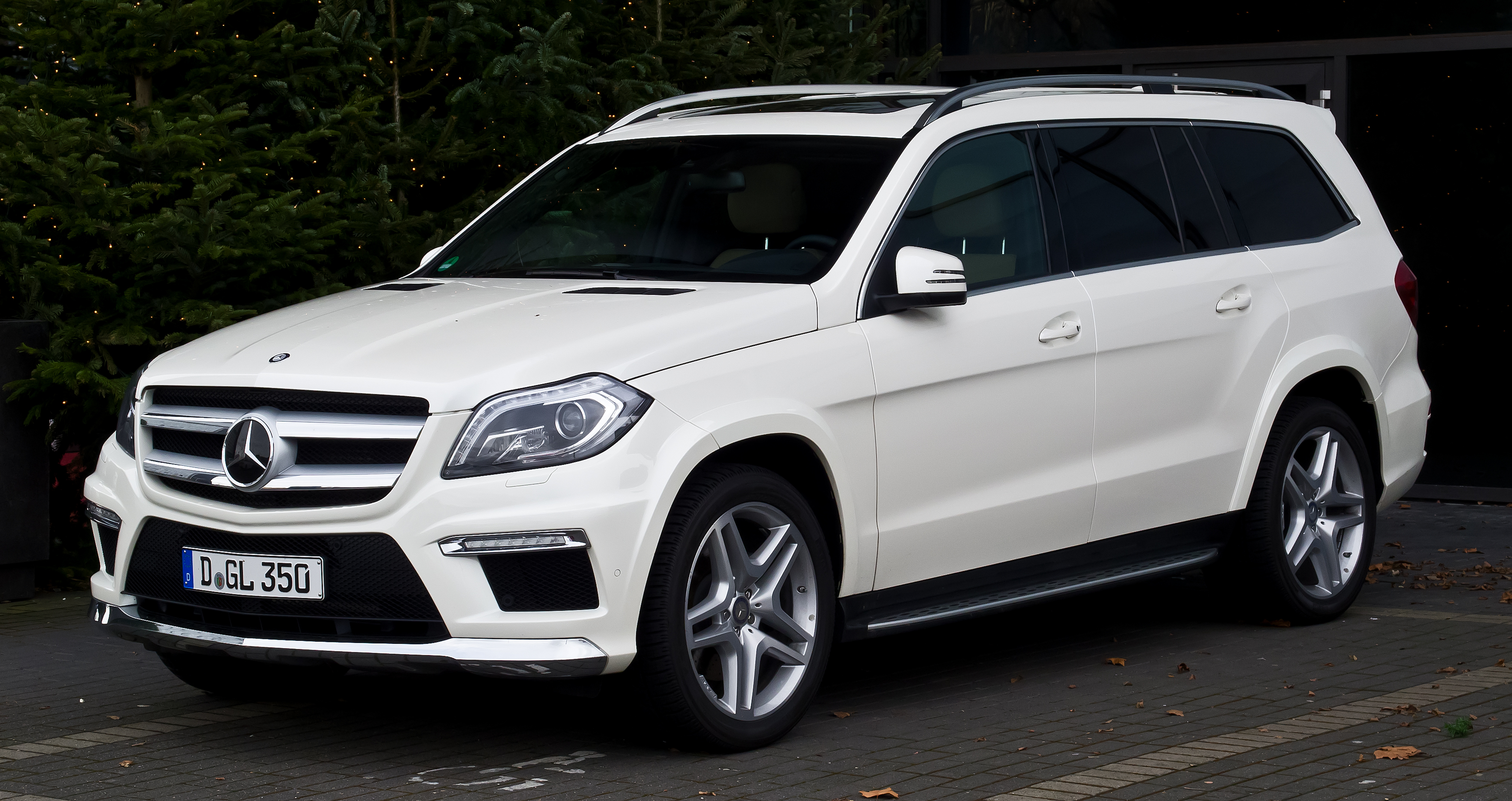
Mercedes-Benz třídy GL
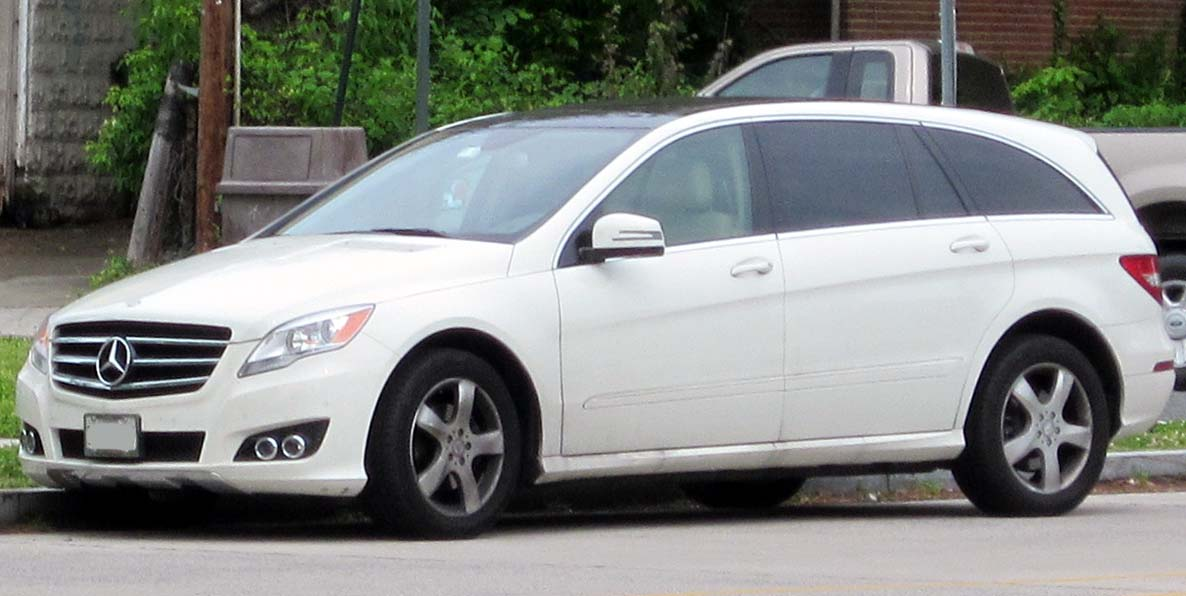
Mercedes-Benz třídy R
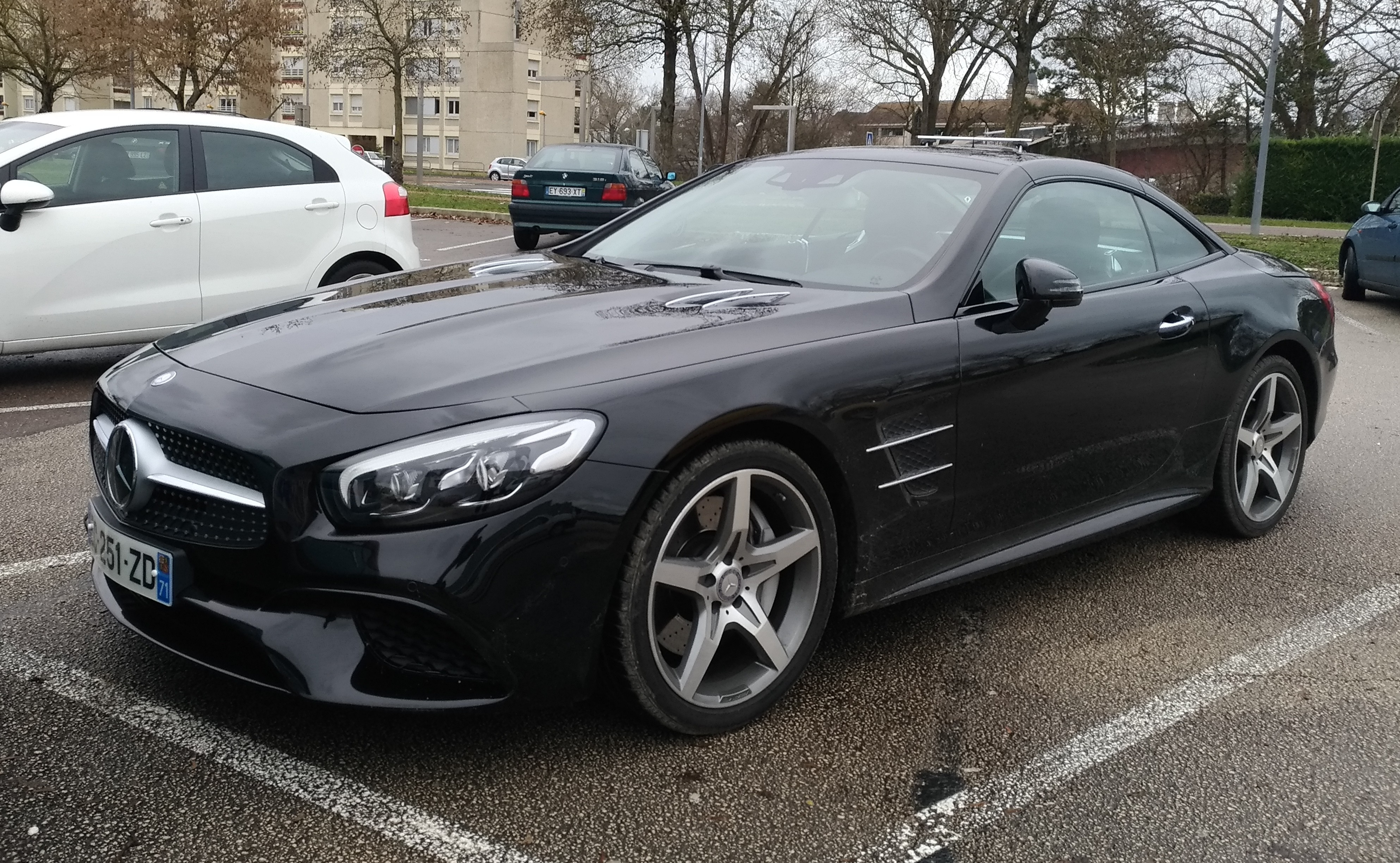
Mercedes-Benz třídy SL
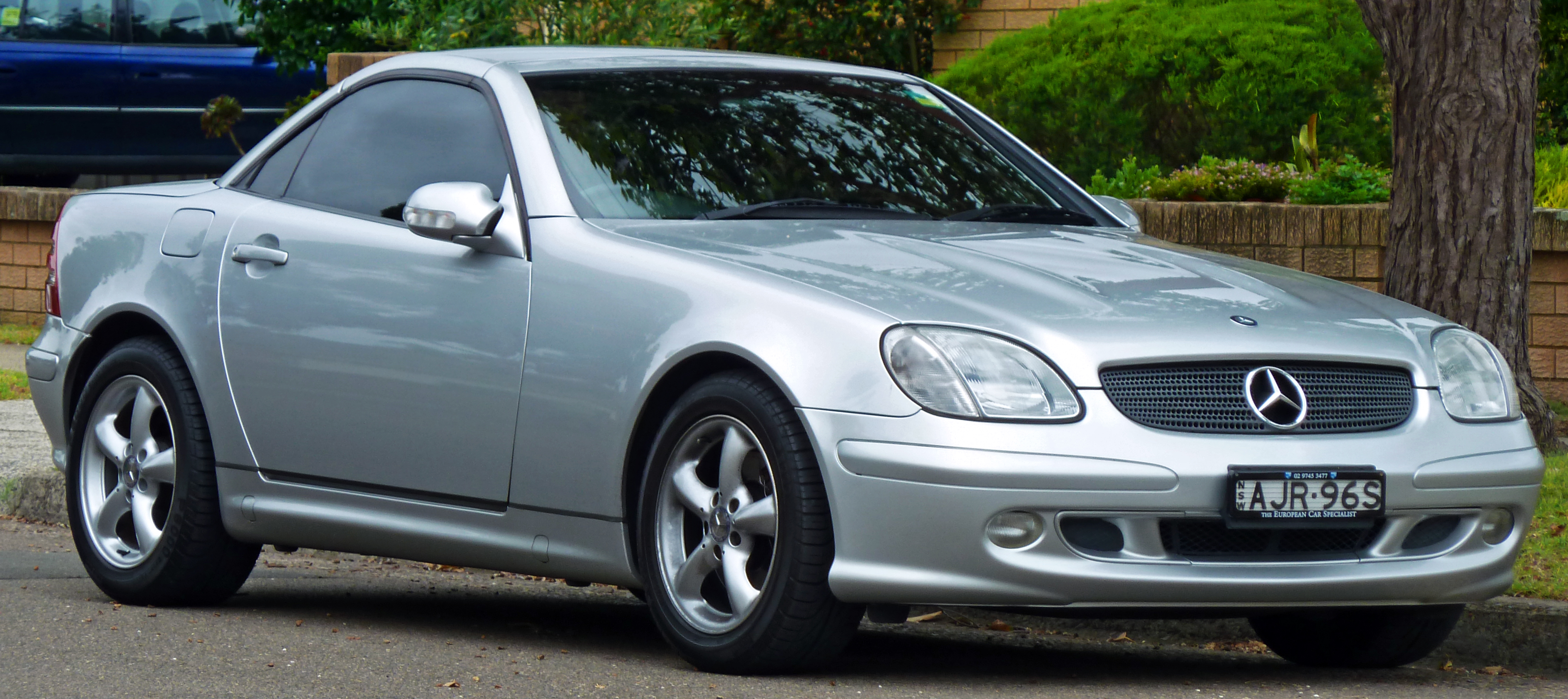
Mercedes-Benz třídy SLK
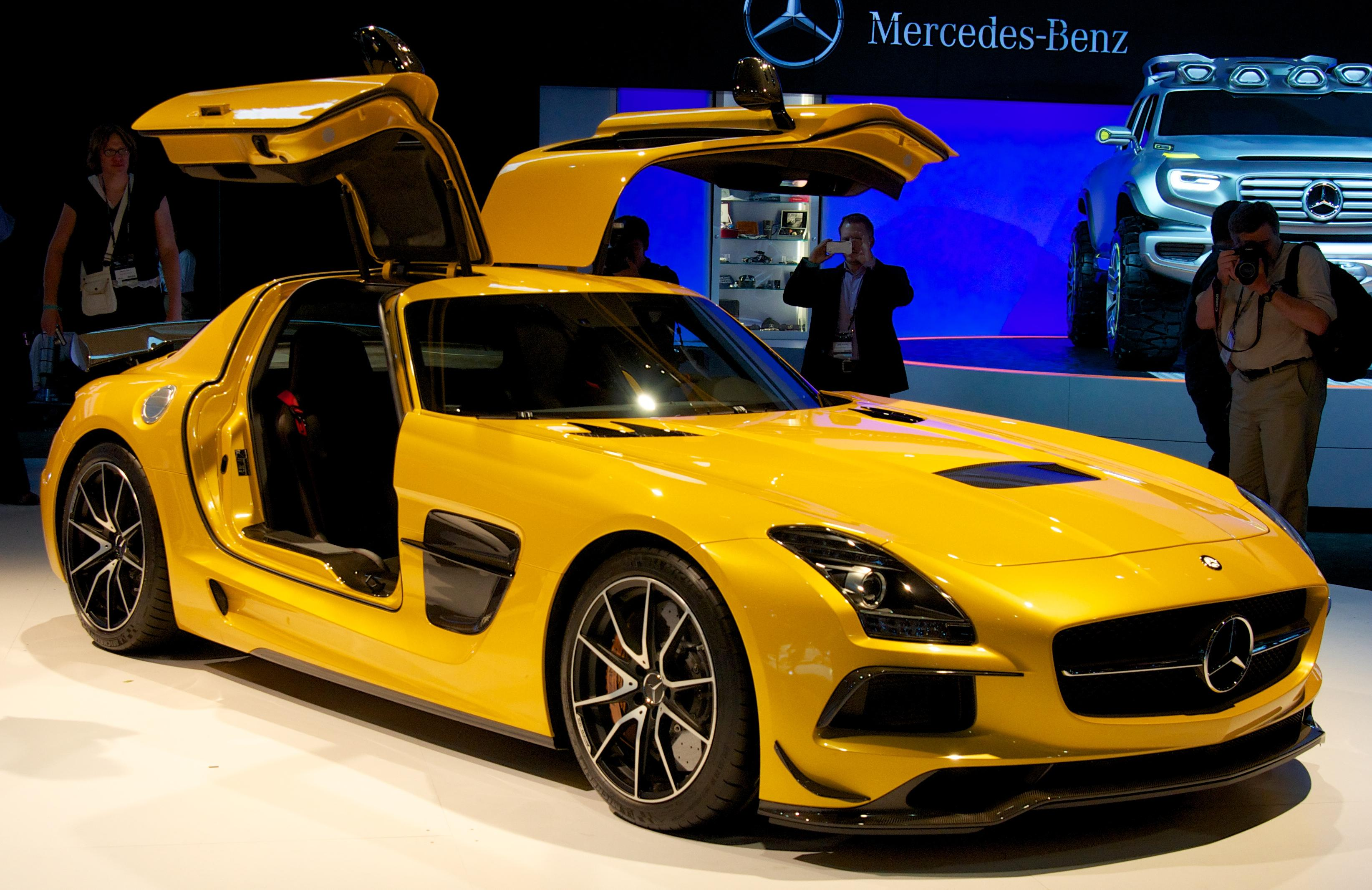
Mercedes-Benz SLS AMG
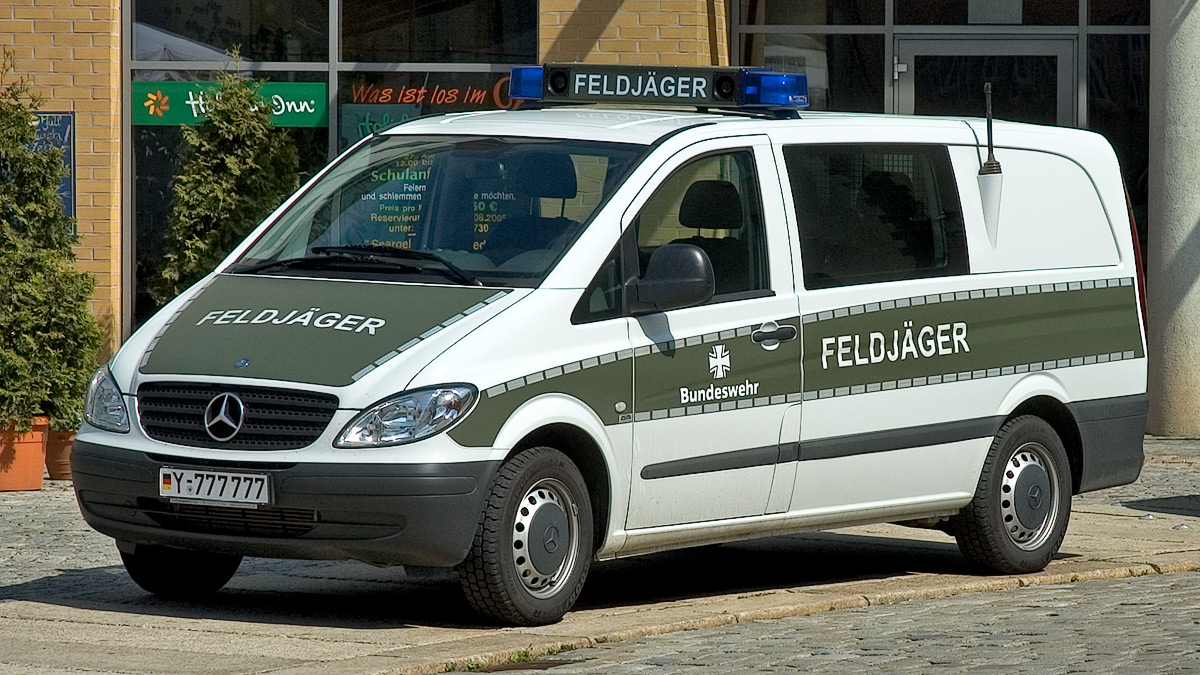
MB německé vojenské policie
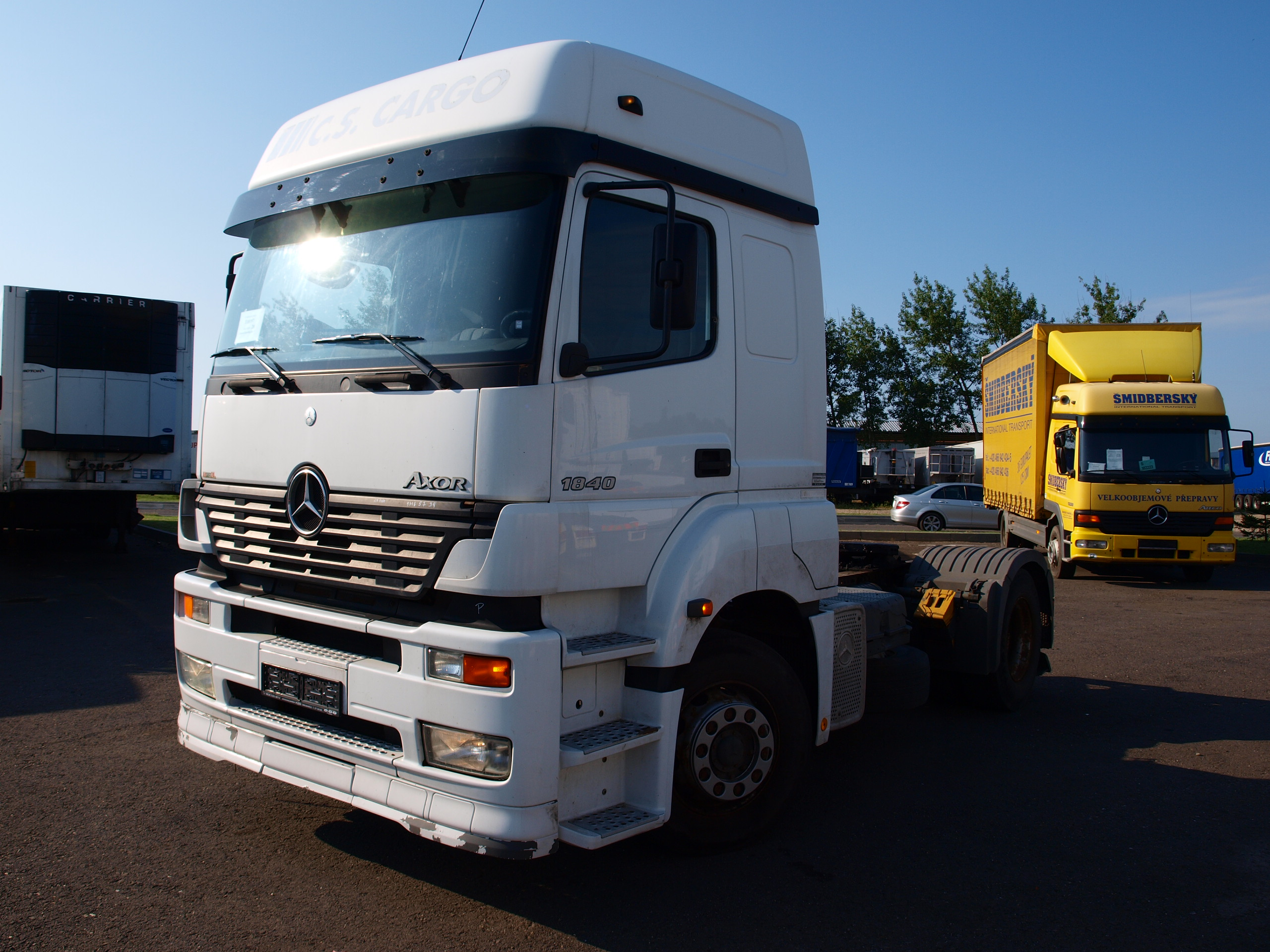
Tahač návěsů Mercedes-Benz Axor 1840 (v pozadí Mercedes-Benz Atego 1828)
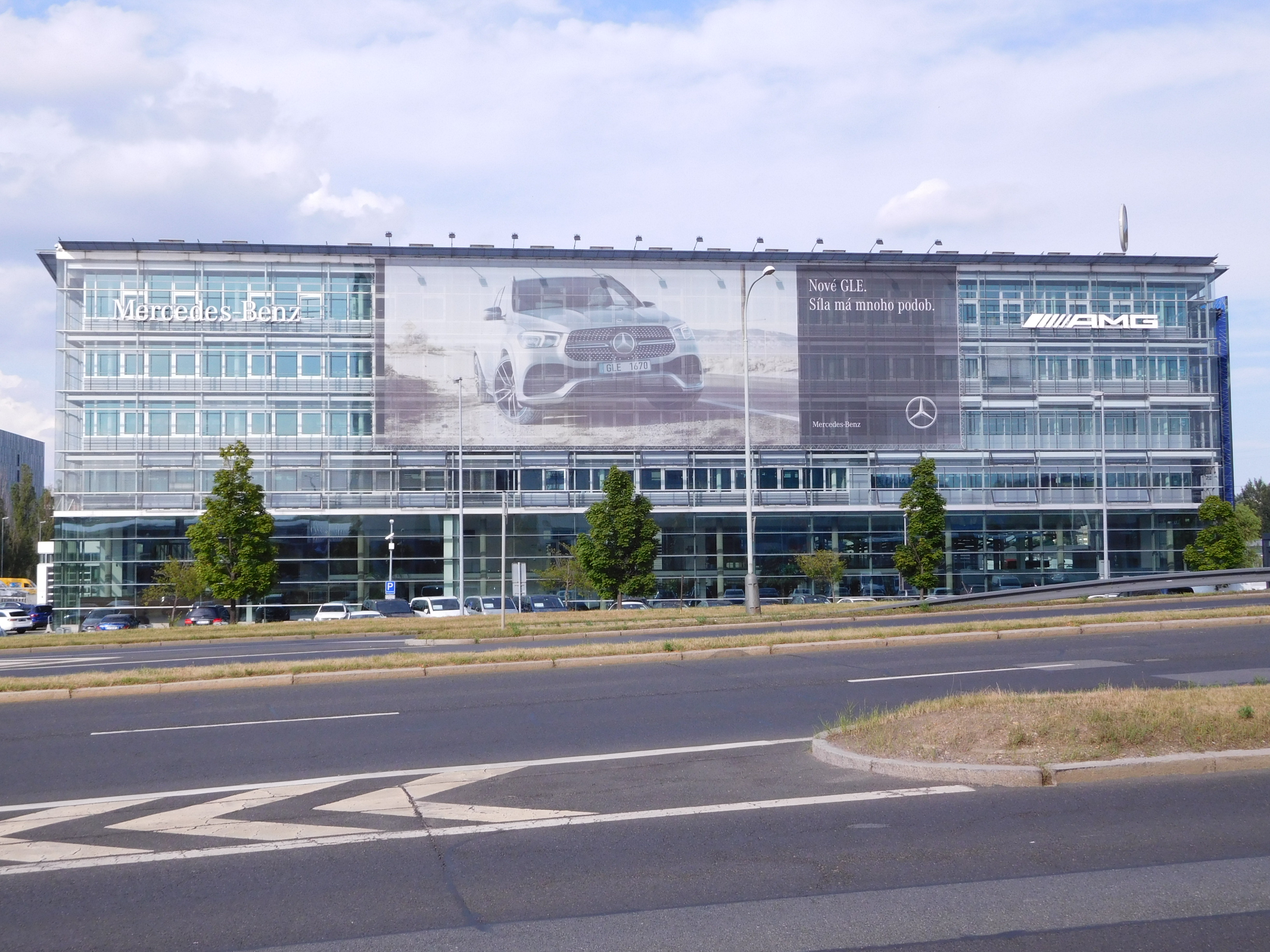
Centrála Mercedes-Benz v Praze na Chodově